# Mannophryne
Mannophryne es un género de anfibios anuros neotropicales de la familia Aromobatidae. Sus especies se distribuyen por Venezuela y Trinidad y Tobago.

## Especies
Se reconocen las siguientes 20 especies según ASW:
- Mannophryne caquetio Mijares-Urrutia & Arends-R., 1999
- Mannophryne collaris (Boulenger, 1912)
- Mannophryne cordilleriana La Marca, 1994
- Mannophryne herminae (Boettger, 1893)
- Mannophryne lamarcai Mijares-Urrutia & Arends-R., 1999[2]
- Mannophryne larandina (Yústiz, 1991)
- Mannophryne leonardoi Manzanilla, La Marca, Jowers, Sánchez, & García-París, 2007
- Mannophryne molinai Rojas-Runjaic, Matta-Pereira & La Marca, 2018[3]
- Mannophryne neblina (Test, 1956)
- Mannophryne oblitterata (Rivero, 1984)
- Mannophryne olmonae (Hardy, 1983)
- Mannophryne orellana Barrio-Amorós, Santos, & Molina, 2010
- Mannophryne riveroi (Donoso-Barros, 1965)
- Mannophryne speeri La Marca, 2009
- Mannophryne trinitatis (Garman, 1888)
- Mannophryne trujillensis Vargas Galarce & La Marca, 2007
- Mannophryne urticans Barrio-Amorós, Santos, & Molina, 2010
- Mannophryne venezuelensis Manzanilla, Jowers, La Marca, & García-París, 2007[4]
- Mannophryne vulcano Barrio-Amorós, Santos, & Molina, 2010
- Mannophryne yustizi (La Marca, 1989)